# بيتر أ. فريمان
بيتر أ. فريمان (بالإنجليزية: Peter A. Freeman)‏ هو عالم حاسوب ومهندس أمريكي، ولد في 1941.